# Seznam belgijskih letalskih asov prve svetovne vojne
Seznam belgijskih letalskih asov prve svetovne vojne je urejen po številu zmag.

## Seznam
| - Willy Coppens - 37 - Andre de Meulemeester - 11 - Edmond Thieffry - 10 | - Fernand Jacquet - 7 - Adolphe duBois d'Aische - 6 - Jan Olieslagers - 6 |